# Capella de la Pairalia de la Riba de Bianya
La Capella de la Pairalia de la Riba de Bianya és una obra de la Vall de Bianya (Garrotxa) inclosa a l'Inventari del Patrimoni Arquitectònic de Catalunya. L'interior està emblanquinat i no conserva res de remarcable.

## Història
Un dels primers descendents que van iniciar les obres de reforma de l'antiga casa va ser Eusebi Burch (1884) que va procedir a l'ampliació pel costat nord. Posteriorment es va encarregar a l'arquitecte Simó Cordomí la realització d'un projecte de reforma, de característiques neogòtiques, que no va portar a terme en la seva totalitat, ja que els propietaris només el tingueren en compte en la part corresponent a la capella particular. Entre els anys 1965 i 1967 es va procedir a la seva restauració i s'hi col·locaren als finestrals vidrieres amb imatges del santoral vinculades amb el món animal, farmacèutic i veterinari. Amb anterioritat als projectes de remodelació que a principis de segle va fer Rafael Masó, un altre arquitecte barceloní va projectar la capella familiar vers el 1890. Amb les obres de remodelació de la casa pairal que va portar a terme en Francesc Vayreda i Bofill es va procedir a la restauració de la capella, deixant-la en l'actual estat.